# Parker Hannifin
Parker Hannifin Corporation, sprva Parker Appliance Company, ali pa samo Parker je ameriško podjetje s sedežem v Mayfield Heights, v zvezni državi Ohio. 
Podjetje ima več kot 58 tisoč zaposlenih v 50 državah po svetu in je eno izmed vodilnih podjetij na svojem področju. 

## Izdelki
- Hidravlični sistemi: hidravlični aktuatorji (bati), fluidni konektorji, hidravlične črpalke, ventili
- Letalski sistemi: hidravlični krmilni sistemi, zavore, pristajalno podvozje, črpalke za gorivo, indikatorji količine goriva v rezervoarju, zaganjalniki motorjev in druge komponente
- Sistemi za filtracijo
- Sistemi za avtomatizacijo
- Črpalke
- Druge industrijske komponetne